# Плавучий храм Николая Чудотворца
Плавучий храм Николая Чудотворца — колёсный полуморской пароход, единственный в Российской империи корабль, на котором располагался православный храм. Действовал в 1910-х годах в Каспийском море.

## История

### Проект
В начале XX века на Каспийском море в 220 км от Астрахани располагался «плавучий город», представлявший собой сотни морских судов, барж, шхун, плавучих контор со штатом служащих, контролировавших движение грузов, с населением до 100 тысяч человек. Мелководье в устье Волги не позволяло морским судам добираться до Астрахани, поэтому большинство «населения» города в течение 7-8 месяцев в году не ступало на берег.
В связи с этим епископ Астраханский и Енотаевский Георгий (Орлов) озаботился отправлением духовных потребностей моряков и рыбаков. 28 декабря 1908 года на собрании членов Кирилло-Мефодиевского общества и Астраханского епархиального комитета было принято решение приобрести для этой цели пароход и соответственно его оборудовать.
На собранные старанием епископа Георгия средства от благотворителей и монастырей (которые были усилены его личными и от экономического управления архиерейского дома пожертвованиями) был приобретен пароход, и на нём выстроен пятиглавый храм, снабженный всей необходимой утварью, иконами и колоколами.
В день освящения храма — 11 апреля 1910 года, была послана епископом Георгием телеграмма Императору Николаю II, на которую тот отвечал: «Искренне радуюсь доброму делу удовлетворения духовных нужд ловецкого населения и благодарю всех за выраженные чувства».
29 мая 1910 года, в день Великой Пятницы,  плавучий храм вышел в свой первый рейс.

### Оборудование
На пожертвования членов КМО, АЕК и частных лиц был приобретён колёсный полуморской пароход. В носовой части парохода по проекту архитектора Карягина соорудили храм святого Николая Чудотворца, вмещавшего церковный хор и до 500 прихожан.
Около рубки была небольшая касса, где продавались свечи, лампады, иконки святых. Тут же находился краник, где христиане брали святую воду.
На борту располагались также аптека, каюта для фельдшера и палата на несколько больных. Содержание штата взял на себя Чуркинский монастырь, командировавший на борт иеромонаха Иринарха, иеродиакона Серафима, трёх певцов и монаха-фельдшера Дамиана.
Наша плавающая церковь есть первый опыт в этом роде… предназначается обслуживать дельту Волги и острова, лежащие около берегов Каспийского моря, где расположены рыболовные промыслы. Наше судно-корабль напоминает, как Спаситель плавал по Галилейскому морю и учил стоящий на берегу народ. С борта нашего корабля, как и с евангельского, будет так же раздаваться проповедь о вечном спасении…

### Функционирование
Церковь обслуживала не только частновладельческие шаланды, но и прибрежные сёла Кордуан и Кривобузанск, Сурковка и Александрия, жители которых принимали участие в её строительстве. Помимо русских, деятельность плавучей церкви была направлена и на христианизацию некрещёных калмыков (прикомандированный иеромонах Иринарх знал калмыцкий язык). Вся команда парохода, кроме капитана и механика, состояла из священно- и церковнослужителей.
По составленному расписанию в первую и последующую навигации плавучий храм посещал определённые для него участки акватории, удаленные друг от друга примерно на 50 вёрст. На каждом месте он стоял один-три дня. С начала путины и до осени все были в ожидании его прихода. Потом судно вставало на зимовку в астраханском порту в районе Элинга или на Адмиралтейском затоне.
Судно выдержало не один шторм и ни разу не пострадало. Отслужив пять навигаций, плавучий храм в навигацию 1916 года не вышел к ожидавшему её рыболовецкому люду.

### Перепрофилирование и дальнейшая судьба судна
К осени 1915 года все киоты, иконы, церковные книги, утварь были сняты с парохода и переданы, по некоторым сведениям, на хранение в Чуркинскую Николаевскую пустынь, но возможно, какие-то иконы наиболее ценные могли попасть в какой-то музей.
15 (28) февраля 1916 года газета «Московская копейка» писала: «прибыл в Астрахань преосвященный Филарет, он нашёл, что плавучий храм ветх, и признал, что его содержание дорого. А так как ни по каким каноническим правилам продажа храма не разрешается, то епископ Филарет поступил так: плавучий храм превратился в „износившийся пароход“ и, как передаёт „Астр. Л.“, продана на слом, как продаются старые пожарные насосы и др. рухлядь».
Намерение продать плавучий храм вызвало протесты, а сам епископ Филарет (Никольский) был 24 мая (1 июня) 1916 года уволен на покой по жалобе игумена Чуркинского монастыря.
После Октябрьской революции с судна были сняты купола. Согласно рукописи краеведа Петра Семёновича Лебедева, в 1918 года Плавучая церковь была превращена в морское спасательное судно с припиской к Бакинскому порту. Но по Регистру судно не прошло к плаванию в море и было возвращено в Астрахань в распоряжение Рыбтреста. Потом оно было переоборудовано в плавучий театр и представлено в распоряжение рыбаков, получив название «Иосиф Сталин», а позднее «Моряна». В 1960-е годы в нём находилось общежитие в посёлке Оранжерейный.
12 июля 2000 года на Центральной набережной Волгограда была освящена плавучая несамоходная церковь речного класса «Святитель Николай», построенная силами местных энтузиастов. Несколько раз перебуксированная с места на место по Волге и Волго-Донскому каналу, храм обслуживал прибрежные посёлки. В 2008 году из-за аварийного состояния понтона церковь была перенесена на берег, став приходским храмом посёлка Октябрьский.